# Nałęcz (herb szlachecki)
Nałęcz (Choczennica, Łęczuch, Nalancz, Nalencz, Nałęczyta, Nałonie, Pomłość, Toczennica, Toczenica) – polski herb szlachecki związany z zawołaniami Nałęcz i Nałęcz Jezioro, jeden z najstarszych herbów polskich (zachował się na pieczęci z 1293, zaś legendy herbowe umieszczają jego początek w czasach pierwszych Piastów). Występował głównie w gnieździe rodu Nałęczów, Wielkopolsce. Spośród ponad 900 rodów używających Nałęcza (Tadeusz Gajl podaje 932 nazwiska) największe znaczenie uzyskali Małachowscy, Ostrorogowie, Raczyńscy, Rostworowscy, Żarczyńscy i Czarnkowscy (Czarnkowscy używali odmiany herbu, Nałęcz III, ale ukształtowała się ona na wzór pierwotnych wersji podstawowego Nałęcza, szczegóły niżej). Wysoki status tych rodów został potwierdzony nadaniem tytułów hrabiowskich i stosownych odmian w herbach (patrz sekcja: Odmiany, alternatywne wizerunki i wersje utytułowane).

## Opis herbu

### Opisy historyczne
Jan Długosz blazonuje herb następująco:

Nalancz, fasciam albam in circulum in superiori parte, et in medio in iuncturam constrictam et contortam et in fine retortam, in campo rubeo portat.

Co w przekładzie daje:

Nałęcz, wiązka biała, w najwyższej części kolista, i na środku złączona ściśle i wywinięta i na koniec odwrócona, jest w polu czerwonym.

Kasper Niesiecki podaje dodatkowo opis klejnotu:

Pospoliciej jednak go takim kształtem u nas w Polszcze zażywają, że kładą białą bindę w koło zawiązaną, w polu czerwonym. Na hełmie panna między jelenimi rogami tak, że się jednego jedną ręką, drugą drugiego trzyma, głowa u niej zawiązana, że nadwiązania końce z obu stron głowy widać.

### Opis współczesny
Opis skonstruowany współcześnie brzmi następująco:
Na tarczy w polu czerwonym pomłość lub nałęczka (Pomłość występowała w średniowiecznych przedstawieniach herbu) srebrna.
W klejnocie, pomiędzy rogami jelenia – panna w sukni czerwonej, z włosami rozpuszczonymi, złotymi, spowitymi nałęczką srebrną. Dziewczyna trzyma się oburącz poroża.
Labry zdobiące herb są czerwone podbite srebrem.
Wizerunek taki ukształtował się najwcześniej w XVII wieku, wcześniej godło i klejnot podlegały kilku przemianom (patrz sekcja: Najwcześniejsze przedstawienia i ewolucja wizerunku).

## Najwcześniejsze wzmianki

### Najwcześniejsze przedstawienia i ewolucja wizerunku
Jeden z najstarszych herbów polskich, przez Franciszka Piekosińskiego wywodzony od stanicy runicznej (runa ᛟ). O dawności herbu świadczyć może umieszczenie go przez Jana Długosza wśród sześciu głównych herbów Polski (łac. arma baronum), poza tym panów z Czarnkowa (późniejszych Czarnkowskich pieczętujących się odmianą herbu – Nałęcz III) wymienia się w dokumentach już w XII w.
Według niektórych heraldyków pierwotnie przedstawiał prawdopodobnie pomłość (sznur skręcony ze słomy z wymłóconego zboża, służący do wiązania snopków), uformowaną w okrąg, z końcami założonymi na siebie. Późniejsze przedstawienia, od XV wieku, wprowadziły przewiązanie końców, a także zmieniły wiązkę zboża w chustę.
Sfragistyka początki Nałęcza umieszcza w XIII wieku. W czasach Rzeczypospolitej szlacheckiej często przesuwano takie oszacowania w czasy pierwszych Piastów, a nawet antyczne, tworząc legendy, które rodowcy dla podkreślenia starożytności rodu, przyjmowali za prawdę historyczną. Piotr Nałęcz-Małachowski na przykład stwierdza, że jego herb został nadany już w roku 846, w okresie panowania Piasta.
Najstarsza zachowana pieczęć z Nałęczem (nieznanego właściciela) pochodzi z 1293 roku. Kolejne, młodsze pieczęcie pochodzą m.in.: z 1343 (Tomisława z Szamotuł i Piotrowa, kasztelana gnieźnieńskiego – chusta jest tu niezwiązana), 1382 (Sędziwoja wojewody kaliskiego), 1383 (Sędziwoja Świdawy z Galew i z Żydowa, Mikołaja z Pierska (wtedy pisanego jako „Pietersko”) sędziego kaliskiego i Jana z Czarnkowa sędziego poznańskiego), 1387 (Tomisława kasztelana żońskiego), 1389 (biskupa poznańskiego Dobrogosta z Nowego Dworu), 1399 (sędziego Mikołaja i arcybiskupa Dobrogosta z Nowego Dworu), 1403 (Sędziwoja z Ostroroga – chusta niezwiązana, klejnot), 1412 (Sędziwoja Ostroroga), 1419 (Wojciecha z Małej „Malskiego” – z klejnotem), 1430 (Jana de Lanszenicze i Dobrogosta z Szamotuł), 1433 (Wincentego z Szamotuł – chusta niezwiązana, także klejnot i Niemierzy z Przewieczerzyna), 1439 (Stanisława z Ostroroga – chusta niezwiązana), 1451 (Wojciecha z Małej „Malskiego”), 1473 (Piotra Świdwy Szamotulskego).Mikołaj Buszewski h. Nałęcz
Najwcześniejsze polskie źródło heraldyczne wymieniające herb to datowane na lata 1464–1480 Insignia seu clenodia Regis et Regni Poloniae polskiego historyka Jana Długosza. Zapisuje on informacje o herbie wśród 71 najstarszych polskich herbów szlacheckich we fragmencie: „Nalancz fasciam albam in circulum in superiori parte et in medio in iuncturam constrictam et contortam et in fine retortam in campo rubeo portat. Ex Polonica gente ducens genus, quod et ipsum nomen Naląncz, in Polonico arcum signans, demonstrat, insigne enim id ad instar arcus videtur formatum.” . Nałęcz jest także jednym z kilku herbów polskich zamieszczonych w zachodnich rolach herbowych.
Armorial Bellenville z lat (1360–1400) podaje herb barwny, z klejnotem – rogami jelenimi, które są jednak srebrne i mają zatknięte chorągiewki na rosochach. Herbarz przytacza też labry. Flamandzki Herbarz Gelre z lat (1370–1395) podaje herb w zasadzie identyczny. Herbarz Złotego Runa (około 1433–1435) zamieszcza barwny herb, ale bez klejnotu, rysunek jest bardziej szczegółowy, przypomina teraz chustę, a nie powrósło. Codex Bergshammer (XV w.) podaje barwy herbu i jego klejnot, ale rogi są czarne. W herbarzu tym pojawił się również niemal identyczny herb, z godłem złotym. Jedna z dwóch chorągwi Nałęczytów, wystawiona pod Grunwaldem, miała również godło złote. Andrzej Kulikowski twierdzi, że takie zróżnicowanie barwy miało oznaczać podział rodu na dwie linie. Ponadto, herb przytacza też Armorial Lyncenich (XV w.) – bez klejnotu. Godło w powyższych opracowaniach ma postać średniowieczną – z chustą niezwiązaną.
O ile przedstawienie z luźnymi końcami chusty przeważają w średniowieczu, to pojawiają się już w tej epoce wizerunki z końcami związanymi. Tak godło przedstawiają Długoszowe Klejnoty, Stemmata polonica, pieczęć Piotra z Moszyny oraz kartusz z kościoła w Stopnicy. Warto wspomnieć o ciekawej oboczności w wyglądzie godła na tym zabytku, które jest dodatkowo ukoronowane.
Interesującą odmianę klejnotu można zobaczyć w J. Zamoyskiego notatach nr. 484, s. 57, gdzie nad hełmem występuje samo godło. Warto dodać, że w innych miejscach Notatów, klejnot jest standardowy dla epoki średniowiecza.
Do końca średniowiecza godło Nałęcza przedstawiano zatem dwojako – z końcami związanymi lub nie, choć przeważa drugi sposób przedstawiania. Motyw rogów jelenich jest w zasadzie stały jako klejnot, rozbieżności zachodzą jedynie w barwach i szczegółach rysunku. Postać ludzka między rogami nie pojawia się jak widać ani razu. W średniowieczu ustaliły się barwy herbu i labrów.
Wiek XVI przyniósł zmiany w wyglądzie zarówno godła, jak i klejnotu herbu. Przepaska jest już stale związana (inne przypadki zostały sklasyfikowane jako odmiany). Tak rysowali godło autorzy ilustracji w następujących opracowaniach: nowszych wydaniach Klejnotów Długosza, autorstwa Chigi, Łętowskiego, Kamienia i Arsenalskiej, Herbarzu Ambrożego, Gnieździe cnoty i Herbach Paprockiego, Kronice Bielskiego, Mazowieckich zapiskach herbowych z 1506.
Nadal można spotkać zachowane XVI-wieczne wizerunki klejnotu Nałęcza z samymi rogami. Tak ukształtowany klejnot pojawia się w J. Zamoyskiego notatach, s. 60, nr. 522 (rok 1506), pieczęci Andrzeja z Szamotuł (1501 i 1504) i Ł. Raczkowskiego (1591) oraz na portalu na zamku w Osiecznej (około 1600). Pojawił się jednak wzbogacony klejnot, w którym między rogami umieszczono męża w szacie srebrnej (przedstawienie to sklasyfikował później Ostrowski jako odmianę Nałęcz II). Takie przedstawienie znalazło się w Gnieździe... i Herbach... Paprockiego, Kronice Bielskiego, rękopisie Ossolińskiego 4510 III, karta 151v, obrazie św. Anny w Szamotułach, nagrobkach w Środzie i Sobocie, pieczęci H. Gostomskiego i nagrobku P. Samostrzeleckiego z lat 1560–1580 w Sadkach k. Wyrzyska.
Wprawdzie labry już od średniowiecza były czerwone, podbite srebrem, ale w XVI wieku pojawia się jeden wyjątek od tej reguły – rękopis Ossolińskiego podaje zielony wierzch z czerwonym podbiciem.
Wiek XVII to pojawienie się w klejnocie podstawowej wersji Nałęcza panny zamiast męża. Jeszcze w Kleynotach... J.A.Gorczyna nie podaje rysunku hełmu, a w opisie używa określenia „postać człowiecza”, bez podania płci, a Wojciech Wijuk Kojałowicz, w swoim Nomenclatorze (1658) daje w klejnocie postać męską, ale już w Orbis Poloni Szymona Okolskiego widać ewidentnie kobietę w sukni czerwonej, choć jeszcze bez rozpuszczonych włosów. Wacław Potocki wzmiankuje pannę w klejnocie herbu, poświęcając jej nawet jeden z wierszy, który zaczyna się tak:

Panna w klejnocie jelenie rogi związką trzyma(...).

Pierwszy herbarz wieku XVIII, autorstwa Antoniego Swacha, będący kompilacją prac Bielskiego, Okolskiego i Jana Liwa Herbulta (1705), zamieszcza kilka wersji Nałęcza, w tym mniej powszechne i jedną niezidentyfikowaną, ale na pierwszym miejscu podaje wersję z postacią ludzką w klejnocie. Niedokładność rysunku nie pozwala na odróżnienie płci. Kasper Niesiecki nie miał już jednak wątpliwości, że w klejnocie winna znajdować się postać kobiety i zamieścił taki klejnot w swoim herbarzu, ze słowami Pospoliciej jednak go takim kształtem u nas w Polszcze zażywają(...). Słowo pospoliciej miało odnosić się do Nałęcza Czarnkowskich, sklasyfikowanego później przez Ostrowskiego jako Nałęcz III.
XIX-wieczny herbarz rosyjski, traktujący także o polskich herbach, Heraldyka rosyjska Aleksandr Łakijer (1854), zamieszcza jako podstawową, Nałęcz III, z piórami i strzałą zamiast panny w klejnocie, inne warianty opisując tylko słownie. Jako używających wersji z panną wymienia tylko Ostrorogów. Ponadto, wzmiankuje też odmianę Zdzitowieckich.
Kształt klejnotu wersji podstawowej Nałęcza, jak i oznaczenia cyframi rzymskimi jego wariantów, ustalił Juliusz Karol Ostrowski w Księdze herbowej rodów polskich. Nieustalona pozostała tynktura sukni panny. Ostrowski podaje ją czerwoną, Chrząński – błękitną. Błękitna suknia jest również u Z. Leszczyca. Emilian Szeliga-Żernicki w Die polnischen Stammwappen (1904) zamieszcza wersję z piórami i strzałą jako Nałęcz I, zaś z panną, jako Nałęcz II. Panna ma suknię błękitną. W broszurce Herby rycerstwa polskiego – Nałęcz można znaleźć rysunek z suknią srebrną.
Opracowania współczesne, jak Herbarz polski od średniowiecza do XX wieku Tadeusza Gajla i Herbarz rodowy Alfreda Znamierowskiego, wobec rozbieżności w historycznych przekazach, nie zajmują wspólnego stanowiska na temat kształtu klejnotu podstawowej wersji herbu, chociaż zgadzają się co do kształtu herbu. Tadeusz Gajl przyjmuje wykładnię Ostrowskiego w kwestii barw i numeracji odmian. To właśnie wersja Gajla figuruje w infoboksie. Alfred Znamierowski rekonstruuje wygląd klejnotu na podstawie najdawniejszych przedstawień, ale wzmiankuje wersje z mężem i panną w klejnocie, nie podając barwy sukni tej drugiej.

### Najwcześniejsze wzmianki pisane
Pierwsza zapiska sądowa wzmiankująca herb pochodzi z 1398 i podaje nazwę Nałęcz jezioro. Podobny zapis pojawia się jeszcze kilka razy. Zapis z ksiąg sądowych z 30 maja 1425 podaje nazwę Pomłość: (łac.) „...et de nostro Clenodio et proclamacione Nalancz wulgariter nancupato, in quo deferimus erpicurium dictum Pomloszcz”. Przywilej z 1505 nazywa zaś godło herbu choczennicą.
W bitwie pod Grunwaldem w 1410 wzięły udział dwie chorągwie pod znakiem Nałęcz. Były to chorągwie Sędziwoja z Ostroroga (wojewody poznańskiego) i Dobrogosta Świdwa z Szamotuł.
W wyniku unii horodelskiej w 1413 herb został przeniesiony na Litwę (herb przyjął bojar litewski Koczan (Koczanus, Coczanus, Koczan), adoptował wojewoda poznański Sędziwój Ostroróg oraz sędzia poznański Mikołaj z Czarnkowa, piszący się później też ze Człopy).

### Legendy herbowe
Istnieją różne podania dotyczące powstania herbu. Pierwsze odnaleźć można u XVI-wiecznego heraldyka Bartosza Paprockiego w Gnieździe cnoty:

Gdy wiara krześcijańska w Polszcze się zaczęła,
Nie chcieli bałwochwalstwa przestać domów siła,
Miecław, monarcha święty, groźbą, prośbą, dary
Przymuszał je pokinąć on zły zwyczaj stary.
Sam krzcząc, swymi rękoma głowy zawięzował,
Miasty, wsiami i zamki hojnie ich darował.
Darował i tym znakiem, chustą zawiązaną,
Za herb im na wieczny czas z potomstwem daną.

Nieco inną wersję tej legendy zamieszcza 200 lat później XVIII-wieczny zakonnik Kacper Niesiecki:

Mieczysław, z monarchów polskich pierwszy chrześcijanin, chcąc, żeby i poddani tegoż Boga, którego i on za Pana czcił, jednych postrachem, drugich dobroczynnością do wiary prawdziwej i uznania tegoż Boga nęcił; jakoż gdy Gniewomir książę na Człopie przez chrzest święty odrodził się niebu, Mieczysław tym ucieszony chrzestną chustkę z głowy jego zdjąwszy za herb mu ją dał.

Trzecią legendę wyczytać można w książce powstalej w XXI wieku Herby, legendy, dawne mity:

(...) biała binda była oznaką władzy królewskiej u Sarmatów (...). Zrodziła się w konsekwencji legenda, iż praojciec Nałęczów zabił rzymskiego dostojnika i zerwał mu z głowy ową przepaskę, która stała się później godłem jego potomków. Inna wersja mitu Nałęczów tłumaczy ową przepaskę tym, że po przegranej bitwie z Haliczanami Bolesław Krzywousty osobiście bandażował swym rycerzom rany na głowie.

Samuel Orgelbrand podaje dodatkowo, że herb mógł wejść jako oznaka władzy dawnych książąt słowiańskich na tarczę pomorskich książąt, władców Czarnkowa lub też (o czym wspomina Marcin Bielski) po mediacji księcia Czarnkowskiego, mógł zostać mu nadany przez króla Bolesława Krzywoustego.
W rzeczywistości Nałęcze a konkretnie „panowie na Czarnkowie” otrzymali nadanie Człopa (pisana wtedy jako „Słopunow” jak przekazuje nam Jan Dlugosz czy „Słopa” jak twierdzi Bartosz Paprocki i XIII-wieczne dokumenty „Slopa”) w XIII wieku z rąk Przemysła II. Człopa w rodzie Nałęczów pozostawał do końca XVI wieku czego potwierdzenie znajdujemy w kronice Bartosza Paprockiego czy Marcina Bielskiego.

## Etymologia nazwy i zawołań
Współcześnie brak jest jednolitego stanowiska na temat etymologii słowa Nałęcz. Istnieją na ten temat dwie główne teorie.

### Teoria o obrazowym pochodzeniu nazwy
Józef Szymański uważa, że nazwa, jak i zawołanie Nałęcz są obrazowe i pochodzą od godła herbu – od nałęcz – chustka na głowę skręcona i związana. Szymański zgadza się tutaj z teoriami, które pojawiły się wcześniej w Słowniku Staropolskim i Encyklopedii Brücknera.

Opinia ta została jako pierwsza podana przez Długosza w jego dziele Insygnia Seu Clenodia Regni Poloniae: 

Nalancz – Ex Polonica gente ducenus genus, quod et ipsum nomen Naląncz, in Polonico arcum signans, demonstrat, insigne enim id ad instar arcus videtur formatum.

 co się przekłada na język polski – 

Nałęcz – Ród wywodzący się z plemienia polskiego, o czym świadczy też sama nazwa Nałęcz, oznaczająca po polsku zawój, znamię owo bowiem – wydaje się – utworzone zostało na wzór zawoju.

 Wykładnię tę przyjęło wielu późniejszych heraldyków i językoznawców.
W metryce koronnej w rodowodzie Sebastiana z Oleśnik powiedziano, że jest to (łac.) manipulare album in campo rubeo, czyli manipularz albo naręcznik biały. Opis ten według Orgelbranda nie jest wcale sprzeczny z przekazem Długosza, uwydatnia jedynie, że wstęga czy zawiązka stanowiąca godło, pierwotnie nie była zawiązana.

### Teoria o topograficznym pochodzeniu nazwy
Józef Szymański, mimo iż uznaje teorię o obrazowym pochodzeniu za obowiązującą, przytacza też inne opinie, taką jak np. drugą już na ten temat Brücknera, zawartą w Słowniku etymologicznym. Brückner przeczy tutaj sam swej opinii ze Słownika Staropolskiego, pisząc, że nazwa chustki jest wtórna i pochodzi od nazwy herbu, ta zaś ma pochodzić od jeziora Nałęcz. Miałaby to więc być nazwa topograficzna.
Pogląd taki można znaleźć też w: Handbuch i Topograficzne nazwy rodowe.
Jedna z nowszych opinii na ten temat pochodzi od Andrzeja Kulikowskiego. W swoim Wielkim Herbarzu rodów polskich z roku 2005 zgadza się on z teorią o topograficznym pochodzeniu nazwy Nałęcz. Taką teorię zdaje się potwierdzać jedno z zawołań – Nałęcz jezioro, według Semkowicza pochodzenia topograficznego.

### Inne teorie
Antoni Małecki podaje informację, że nazwę herbu tłumaczono w ten sposób, że godło to jest podobne jest do łuku, a słowo łuk wymawiano dawniej jako łęk.
Współcześni etymolodzy Maria Kowalska i L. Moszyński wywodzą nazwę herbu od starosłowiańskiego nałękti – napinać łuk. Kowalska dopisek Jezioro, potwierdzający jakoby tezę topograficzną, interpretuje jako zwykły przydomek wpisanego do ksiąg posiadacza herbu.

### Etymologia zawołań i nazw obocznych
Zawołanie Łęczuch ma być, podobnie jak nazwa, obrazowe. Słowo to pochodzi od laczuch – łańcuch, powróz. Maria Kowalska podaje również staropolskie słowo łęczuch – przedmiot w kształcie łuku.

## Herbowni

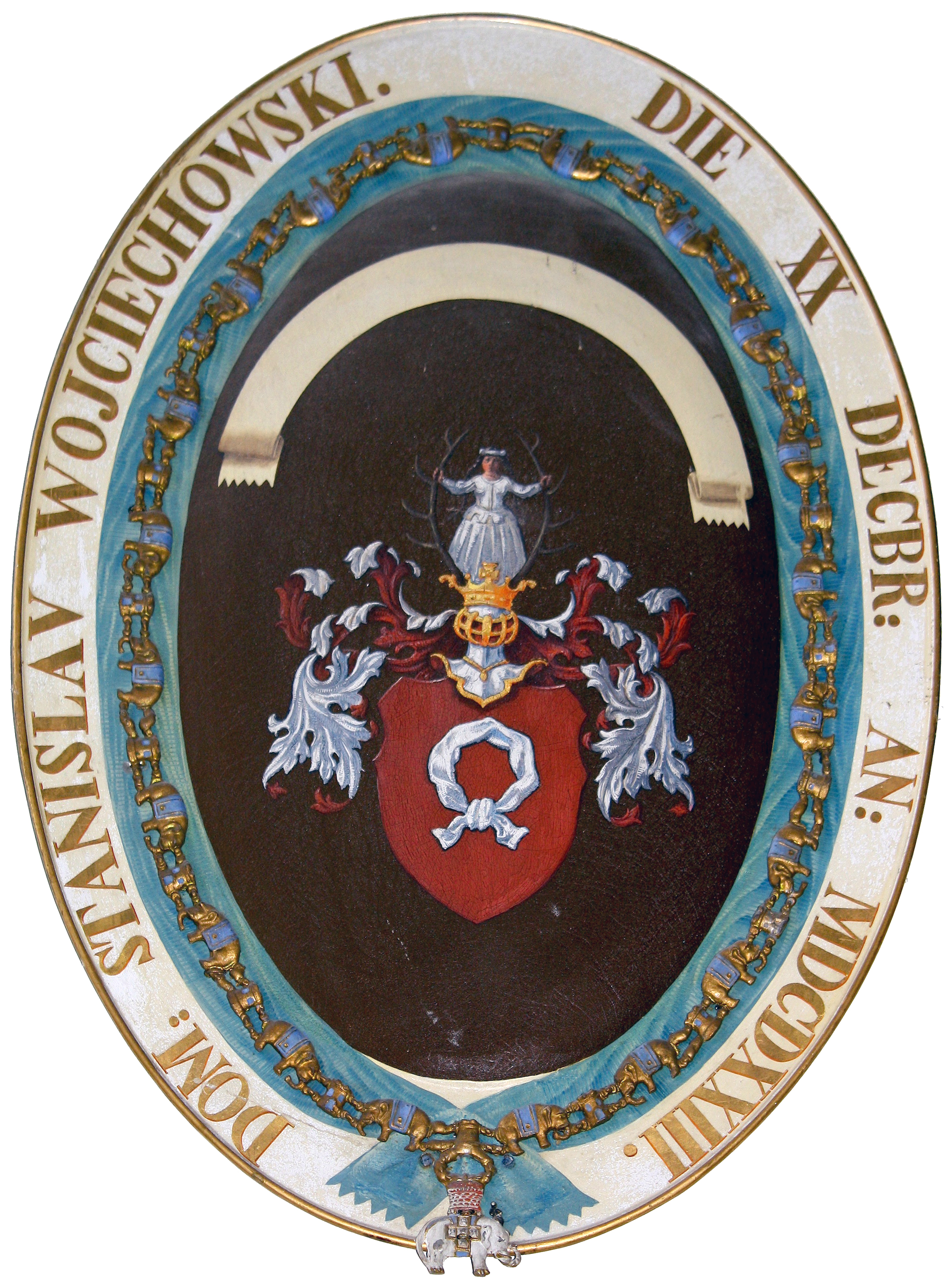
Tarcza z herbem Nałęcz prezydenta Stanisława Wojciechowskiego jako kawalera Orderu Słonia (1923) w kaplicy orderowej na zamku Frederiksborg w Hillerød (Dania)

Lista herbownych w artykule sporządzona została na podstawie wiarygodnych źródeł, zwłaszcza klasycznych i współczesnych herbarzy. Należy jednak zwrócić uwagę na częste zjawisko przypisywania rodom szlacheckim niewłaściwych herbów, szczególnie nasilone w czasie legitymacji szlachectwa przed zaborczymi heroldiami, co zostało następnie utrwalone w wydawanych kolejno herbarzach. Identyczność nazwiska nie musi oznaczać przynależności do danego rodu herbowego. Przynależność taką mogą bezspornie ustalić wyłącznie badania genealogiczne.
Pełna lista herbownych nie jest dziś możliwa do odtworzenia, także ze względu na zniszczenie i zaginięcie wielu akt i dokumentów w czasie II wojny światowej (m.in. w czasie powstania warszawskiego w 1944 spłonęło ponad 90% zasobu Archiwum Głównego w Warszawie, gdzie przechowywana była większość dokumentów staropolskich). Lista nazwisk herbownych pochodzi z Herbarza polskiego Tadeusza Gajla. Jest to dotychczas najpełniejsza lista herbownych, uzupełniana ciągle przez autora przy kolejnych wydaniach Herbarza. Występowanie na liście nazwiska nie musi oznaczać, że konkretna rodzina pieczętowała się herbem Nałęcz. Często te same nazwiska są własnością wielu rodzin reprezentujących wszystkie stany dawnej Rzeczypospolitej, tj. chłopów, mieszczan, szlachtę.
Abram, Andrzejewski, Andrzejowski.
Babecki, Baczkowski, Badoracki, Baranowski, Batycki, Bączkowski, Bąklewski, Beklewski, Bendoński, Benglewski, Benklewski, Berski, Berzbortkiewicz, Bethune, Będoński, Bęklewski, Białłyszewski, Białowieski, Bielakowski, Bielański, Bielejewski, Bierwecki, Bierzwięcki, Bierżewicki, Bierżewski, Blanday, Błażejewicz, Błędostowski, Błędowski, Błogowski, Błoniewski, Błoniowski, Błoński, Bobolecki, Bobolicki, Bobrowski, Bocianowski, Bodzisławski, Bogdaszewski, Boguchwał, Bohdaszewski, Bojarski, Bolochowiec, Bołchowiec, Bołkoński, Bołochowiec, Bonczakowski, Bonisko, Boniuszko, Borkowski, Borodziński, Borsa, Borsza, Borszowicz, Bortkiewicz, Bortkowicz, Bortkowski, Borzestowski, Borzkowski, Boszkowski, Bratkowski, Brodzki, Brudzewski, Bryndzanacki, Brzański, Brzozdowski, Buczek, Buczko, Bukojemski, Buza,Buszewski, Bużański, Bzowski.
Cal, Ciborski, Charbicki, Chawejłowicz, Chełmicki, Chełmiński, Cherubinowicz, Chinowski, Chlebicki, Chłembowski, Chłębowski, Chłopecki, Chmar, Chmara, Chmiel, Chodakowski, Chomiąski, Chomięcki, Chrepkowicz, Chwalibogowski, Chwat, Chynowski, Cichocki, Ciechanowicz, Ciechocki, Ciechowski, Ciepieński, Ciepiński, Conradi, Cwiklicz, Czasoński, Czech, Czeperowski, Czepiński, Czerniewicz, Czołpiński.
Ćmachowski, Ćwikliński.
Dahlke, Dalkiewicz, Darowski, Dawrowski, Dąbrowski, Debrzyński, Derszniak, Dersztorff, Ditrich, Dłuski, Dmowski, Dobaczewski, Dobrogost, Dobrosławski, Dobrowolski, Dobrzyński, Dołągowski, Dołongowski, Domasławski, Domasłowski, Domaszewski, Domosławski, Domysławski, Donajewski, Donajski, Dorohanicki, Dowgiał, Dowolg, Dowolgo, Drochiński, Drociński, Drohiciński, Drohiczański, Drohiczyński, Drohiński, Droyczewski, Drużbicki, Drużbiński, Drzewiecki, Dubieniecki, Duszyński, Dworczyński, Dwornicki, Dwornik, Dybczyński, Dybowski, Dybek, Dybrzyński, Dylądowski, Dylągowski, Dylengowski, Dylewski, Dylkiewicz, Dymberg, Dzbański, Dzbeński, Dzbiński, Dziećmiarowski, Dzierżykraj, Dziewierzewski, Dziewoński, Dzułay, Dzwonowski, Dżugay, Dżułat, Dżułay.
Eńko.
Falcz, Felner, Felnerowicz, Filicki, Filipecki, Fortuna.
Gajewski, Gartkiewicz, Garwoliński, Gasperowicz, Gawarecki, Gawin, Gawłowski, Gembicki, Gębicki, Gigański, Gilbaszewski, Gimbut, Gimbutowicz, Ginalski, Ginbut, Giżycki, Gliszczyński, Gładki, Głowacz, Głuchowski, Głuzicki, Gnuszyński, Goleszewski, Golian, Golikowski, Goloszewski, Gołębski, Gołoszewski, Gorawski, Gorski, Gorzeński, Gorzycki, Gorzyński, Gosławski, Gostomski, Goszczyński, Gowarecki, Gozdzikowski, Gożewski, Górecki, Górka, Górski, Grabski, Graff, Grąbczewski, Grochala, Grocholski, Grochowalski, Grochowolski, Grodzicki, Grodziecki, Grodziński, Grot, Grzejewski, Grzymisławski, Gulczewski, Gurski.
Hanowiecki, Herstopski, Hersztopski, Hłodki, Holibowski, Horaszkiewicz, Horoszkiewicz, Horoszowski, Horski, Horyszewski, Horyszowski, Horztopski, Howryłowski, Hoztopski, Hryniewicz, Hulewicz, Huściłło, Huściło.
Idzelewicz, Idzellewicz, Idzikowski, Ilikowski, Iłłowiecki, Iłowicki, Iłowiecki, Imbir, Imbram, Imbramowicz, Imram.
Jabłonowski, Jakusz, Jałowicki, Jałowiecki, Jamont, Jamontt, Janczewski, Janicki, Janowski, Januszewicz, Jarczewski, Jarczowski, Jargocki, Jargoski, Jarzymski, Jasielski, Jasieński, Jawecki, Jawiecki, Jeleniewski, Jeleński, Jeliński, Jełowicz, Jeńkowicz, Jezierski, Jeżewski, Jeżowski, Jędrychowski, Jędrzejewski, Jędrzejowski, Jędrzychowski, Jędrzyjewski, Jędrzyjowski, Jocher, Jodkowski, Jodłowski, Jotkowski, Juckiewicz, Judkowski.
Kaczan, Kaczanowski, Kaczkowski, Kaczyński, Kagan, Kaliński, Kaliszewski, Kaliszkowski, Kalitowski, Kalitwiński, Kamieński, Kampiery, Kaniewiecki, Kaniewski, Kaniowski, Karczewski, Kardaszewski, Karkuszka, Karkuszko, Karłowicz, Karpowicz, Karpowski, Kasinowski, Kawałowski, Kazanecki, Kazański, Każdajlewicz, Kąsinowski, Kembłowski, Kębłowski, Kędzierski, Kęsicki, Kęszycki, Kibeleński, Kielbicki, Kiełbasa, Kietułk, Kissiński, Kiszewski, Klonowski, Kłobicki, Kłobocki, Kłokocki, Kłokowski, Kłonowski, Kobelecki, Kobelnicki, Kobierzycki, Kobylnicki, Kobyłecki, Kocieło, Koczan, Koczanowicz, Koczanowski, Koleński, Koliński, Komornicki, Komorowski, Koniewski, Konradi, Konrady, Kopczyński, Korkuć, Kormanowicz, Koroza, Korycieński, Korzanowicz, Korzenicki, Korzeniecki, Korzeniewski, Korzeniowski, Korzeń, Korzyniewski, Kosinowski, Kostecki, Koszczyński, Kozłowski, Koźmian, Kraskowski, Krasowski, Krassowski, Kraszkowski, Krazan, Krempski, Krępski, Kruchowski, Kruszkowski, Kublewski, Kucewicz, Kuczan, Kulikowski, Kulinkowski, Kunowski, Kupraszewicz, Kurkuć, Kuszycki, Kwaśniewski, Kwiatkowski, Kwieciński.
Laband, Labanda, Lachowski, Laszowski, Lauterbach, Lazański, Lebiedziejewski, Ledzeński, Lekczyński, Leński, Lesenko, Lesicki, Lesiecki, Leszczkowski, Leszczyński, Leszkiewicz, Lewandowski, Lewicki, Lewiecki, Lezeński, Leziński, Leźnicki, Leżański, Leżeński, Leżnicki, Leżyński, Lęcki, Lędzki, Lipka, Lippi, Lisieński, Lisowski, Liszak, Lubieński, Lubiński, Lubsiński, Ludicki, Ludzicki, Ludziski, Lwowski.
Łagiewnicki, Łakieński, Łakiński, Łakucewicz, Łaszewski, Łaszowski, Łaściszewski, Ławicki, Ławiecki, Łazański, Łażyński, Łączyński, Łąka, Łąkowski, Łążyński, Łekieński, Łęcki, Łędzki, Łękiński, Łękowski, Łokucewicz, Łomnicki, Łoniecki, Łoniewski, Łopacieński, Łopaciński, Łowecki, Łowęcki, Łowicki, Łowiecki, Łowiński, Łubkowski, Łubowski, Łukomski, Łust, Łusta, Łuszczewski, Łuszczowski.
Maciurkowski, Mackiewicz, Majewski, Malicki, Malicz, Maliski, Malski, Małachowski, Małyski, Manikowski, Mańkowski, Marcinkiewicz, Marcinkowski, Markowski, Masłowski, Mazurowski, Meszyński, Męszyński, Michalecki, Michalicki, Mickiewicz, Mićkiewicz, Mierzyński, Miesłowicki, Mieszyński, Milanowski, Milkiewicz, Miłachowski, Mitraszewski, Mniski, Modlski, Mogniński, Molski, Monczyński, Montrym, Morawicki, Moszczenicki, Moszczeński, Moszczyński, Moszeński, Moszyński, Mrocki, Mroczkowski, Mrozowski, Mściwojewski, Mściwujewski, Mukiewicz, Mulewski, Muszyński, Mysłowski.
Nakielski, Nalaskowski, Nałęcz, Napachański, Napachowski, Nasadowski, Nicki, Niedziałkowski, Niemierza, Niemira, Niemirowicz, Niemiryc, Niemirycz, Niemirzyc, Nienałtowski, Nienieński, Nieniewski, Nieniński, Niepokojczycki, Niesiołowski, Niesłuchowski, Nieświastowski, Nieświatowski, Niewiejski, Niewiński, Ninieński, Niniewski, Niwiński, Nojewski, Norejkowicz, Nosadowski, Nowodworski, Nowokuński, Nowopolski, Nowosielecki, Nowosielski.
Obiezierski, Objezierski, Obolewicz, Oborowski, Oborski, Obrzycki, Ochmanowicz, Odachowski, Odechowski, Odrzywolski, Okoński, Okuliński, Okuński, Olkiewicz, Orchowski, Orochowski, Oryszowski, Osiński, Ostropolski,Ostroróg, Ostrowski, Oszczonowski, Ośmiałowski, Ośniałowski, Ożarowski.
Padarzewski, Padaszewski, Palenowski, Pancerski, Papuskowski, Parczewski, Parol, Parskliński, Parszchliński, Parszewski, Parul, Parzkliński, Paszkiewicz, Pawłowski, Perowski, Petraszkiewicz, Petrykowski, Pęcherzewski, Pęchorzewski, Piasecki, Piegłowski, Piergowski, Pierski, Pietraszkiewicz, Pietraszko, Pietrusiński, Pigłowski, Pilawski, Pilichowski, Piorowski, Piotrowicz, Piotrowin, Pirgocki, Pirogowski, Pirski, Piruski, Pniewski, Pniowski, Podkocki, Podlecki, Podleski, Podłęcki, Podolak, Podolski, Poklękowski, Polaski, Poleński, Poluchowicz, Połaski, Poławski, Połazki, Popiel, Popielski, Popowski, Poradziński, Porzyński, Post, Posth, Potarzycki, Prusimski, Pruszyński, Przedwieczorski, Przedzyński, Przetecki, Przetocki, Przewoski, Przewóski, Przewuski, Przędzielski, Przędzyński, Przyborowski, Przyborów, Przybysławski, Przyłęcki, Przywieczerzyński, Pulnarowicz, Pułczyński, Putkowski, Pycz, Pyczyński.
Raczyński, Radaczyński, Radzicki, Ragowski, Rajewski, Ramatowski, Regacki, Regmont, Regmunt, Rogajski, Rogalski, Rogaski, Rogiński, Rokitnicki, Rokszycki, Rostworowski, Rozwarowski, Rucieński, Ruciński, Rudnicki, Rudziewicz, Rulikowski, Rumbo, Rumbowicz, Rumowski, Runowski, Rusian, Rusiłowicz, Russian, Russyan, Rychłowski.
Sachno, Sachnowski, Sadokierski, Sadomski,Sadowski, Sadzyński, Samacki, Sarbski, Sempelborski, Sernicki, Setnicki, Sędywój, Sępiński, Sianożęcki, Siedlecki, Sieprawski, Sierakowski, Sieroszewski, Sierszewski, Sierzchowski, Sietnicki, Sirochowski, Sitański, Sitnicki, Skaławski, Skałecki, Skałocki, Skałowski, Skaryszewski, Skomorowski, Skoś, Skórski, Skrobaczewski, Skubaczewski, Skubaszewski, Sławieński, Sławiński, Słonkowski, Sobieszczański, Sobocki, Socha, Sokolnicki, Sosnowski, Soszyński, Sozański, Sożański, Stadnikiewicz, Staniszewski, Stanowski, Stańczyk, Starczewski, Starogrodzki, Starorypiński, Stasiewicz, Stawiarski, Stempniewicz, Stromiło, Strumiłło, Strumiłowski, Struś-Kamyszkowski, Sudmont, Sulicki, Suradowski, Suski, Suyski, Swarczewski, Swaryczewski, Swaryszewski, Swaryszowski, Swarzyszewski, Sypkowski, Szadokierski, Szadokretski, Szamota, Szamotulski, Szamotuła, Szarogrodzki, Szczekocki, Szczukocki, Szemborski, Szepetowski, Szlagowski, Szubiński, Szujski, Szuyski, Szwaryszowski, Szwarzyszowski, Szyberna, Szymberski, Szymborski, Szymbowski, Szyprowski.
Ślęski, Śliżewicz, Śmietanka, Śnieszek, Śnieszko, Świdwa, Świeprawski.
Tański, Taplicki, Tarajewski, Tarnawski, Tarnowski, Tessarowski, Tholibowski, Timiński, Tłukomski, Tokbowski, Tolbowski, Tolibowski, Tomasz, Tomkiewicz, Topalski, Toplicki, Topolski, Trawiński, Trzebicki, Trzeyeński, Trzyeński, Tulibowski, Tupalski, Tupolski, Tuskiewicz, Tuszyński, Tymiński, Tynicki, Tyrzyński.
Udanowski, Udowicz, Udrycki, Udrzycki, Udzielski, Uhrynowski, Uszak.
Wakulewicz, Wardęski, Warszowski, Watkiewicz, Watkowski, Wąsowski, Wąssowski, Wątkiewicz, Wątkowski, Westchowski, Węgier, Wielądka, Wielądko, Wielątkowski, Wielżyno, Wielżyński, Wiencewicz, Wienicki, Wieniecki, Wiennicki, Wierszowski, Wierzbicki, Wierzbiński, Wierzbowski, Wierzchaczewski, Wierzuchowski, Wikowski, Wilga, Wilk, Wilkczycki, Wilkowski, Wilksicki, Wilksycki, Wilkszycki, Wilżyński, Winiecki, Winnicki, Wir, Wisłogórski, Wisłogurski, Witowski, Włyński, Wodecki, Wojchowski, Wojciechowski, Wojnicz, Wojniesławski, Wojno, Wojnowicz, Wojnowski, Wojsławski, Wolański, Wolski, Wołucki, Wołudzki, Woyno, Wójcikowski, Wstowski, Wujcikowski, Wysocki
Zabicki, Zagajewski, Zajączkowski, Zaklikowski, Zakrzewski, Zanszyk, Zarczycki, Zarczyński, Zarszyniski, Zarszyński, Zasułtowski, Zbański, Zbąski, Zborzeński, Zdanowski, Zgliczyński, Złotopolski, Zorawski, Zrzylski, Zygmuntowicz.
Żabicki, Żarcicki, Żarczyński, Żebrowski, Żołądkiewicz, Żołądkowski, Żołątkowski, Żołędkowski, Żorawski, Żórawski, Żurawski, Żwanowski, Żydowski
Niektóre z wymienionych rodzin herbownych weszły do rodu Nałęczytów drogą adopcji herbowej. Pierwszą taką adopcją była ta z 1413 dla bojara litewskiego Koczana, protoplasty Koczanów, Koczanowiczów i Koczanowskich. W przypadku późniejszych adopcji, część dopuszczonych do Nałęcza otrzymała herby odmienione, ale niektórzy przyjęli Nałęcza bez żadnych zmian. Grono herbownych poszerzył w 1581 Andrzej Hanowiecki, przypuszczony do herbu przez Jakuba i Tomasza Wierzbińskich. Jan Dziećmiarowski został dopuszczony do Nałęcza w 1590. Stefan Batory zaliczył w grono szlachty swojego kancelistę, Mateusza Postha w 1591. Protoplasta rodziny Cal, Niemiec Wilhelm Cal, został adoptowany w 1596 przez Hieronima Gostomskiego. Kolejnym nobilitowanym był wojskowy, Stanisław Papuskowski, adoptowany przez Jana Górskiego w 1611. Ostatnim przypuszczonym do niezmienionego Nałęcza był neofita Stefan Wolański w 1765.
Niewątpliwie obcego pochodzenia jest nazwisko Bethune. Chodzi tu zapewne o francuski ród de Bethuné, od XVII wieku utrzymujący związki z Rzecząpospolitą. Franciszek de Bethuné, poseł francuski w Polsce, poślubił Marię Ludwikę, siostrę królowej Marii Kazimiery. Eugeniusz de Bethuné otrzymał w 1784 roku Order Orła Białego. Nie jest jasne, w jakich okolicznościach i który przedstawiciel rodu został dopuszczony do Nałęcza. Jan Korytkowski w książce Prałaci i kanonicy Katedry Metropolitarnej Gnieźnieńskiej wspomina, że Maria Katarzyna de Bethune używała odmiany w polu srebrnym Nałęcz złota. Również Kasper Niesiecki wspominał o takiej odmianie (opisując Sapiehów napisał, że Alexander Paweł pojął Maryannę Katarzynę margrabiankę de Bethune z margrabiów de Bethune herbu złota Nałęcz na polu srebrnym). Tadeusz Gajl nie podaje jednak żadnej odmiany dla Bethunów, poza tym herb taki łamałby zasadę alternacji.
Ponadto na liście herbownych można znaleźć inne obco brzmiące nazwiska, których okoliczności dołączenia do Nałęczytów pozostają niejasne. Są to Blanday, Dahlke, Ditrich, Dersztorff, Falcz, Konradi – Konrady, Laband – Labanda i Lauterbach.
Często w przypadku adopcji herb nobilitowanego odmieniano, tworząc zupełnie nowy znak. Jednym z wcześniejszych takich przypadków była nobilitacja Stanisława Bartoloni z 1589, adoptowanego przez Andrzeja Malickiego. Jego herb, Bartoloni miał wzbogacony rysunek i odmieniony klejnot. Podobnie było też w przypadku nobilitacji Mikołaja Łączyńskiego w 1580, Jana Węgiera z 1613 i Ignacego Felsztyńskiego z 1780, których herby własne Łączyński, Węgier i Felsztyński różniły się od Nałęcza klejnotami. Jan Girk został zaliczony w poczet polskiej szlachty przez dołączenie Nałęcza do własnego herbu rodowego. Jego herb Girk był dwupolowy.
Zachodziły też sytuacje, w których adoptowano jednocześnie do Nałęcza i innego herbu, łącząc dwa godła ze sobą. Tak przebiegły nobilitacje z 1556 dla braci Janczewskich oraz z 1552 dla Jana Graffa z żoną. Oba herby (Graff i Janczewski) powstały z połączenia Nałęcza i Poroni (według Anny Wajs – Gozdawy). Zarówno Graffowie, jak i Janczewscy, a przynajmniej niektórzy z nich, używali w czasach późniejszych Nałęcza bez żadnych dodatków.
Podobnie wyglądała sprawa adopcji Mikołaja Bucelli i jego siostrzeńca, Prospera Lippi, indygenowanych za zasługi w wojnie z Moskwą. Mikołaj został adoptowany do herbów Nałęcz Stanisława Gostomskiego i Lis Lwa Sapiehy, czego efektem jest herb własny Bucella, powstały przez połączenie godeł wzmiankowanych herbów i herbu rodowego. Prospero natomiast, miał według Szymańskiego otrzymać jedynie dodatek Nałęcza, bez Lisa. Kasper Niesiecki podaje, że rodzina Lippich używała Nałęcza bez połączenia z herbem rodowym Bucellich. Boniecki wzmiankuje jeszcze matkę Prospera, Małgorzatę, która wyszła powtórnie za mąż w Polsce.
Stanisław Dziadulewicz twierdzi, że Korkuciowie są rodziną pochodzenia tatarskiego. Świadczyć miałoby o tym częste użycie imienia Eljasz w rodzinie. Według niego Nałęcza miały też używać tatarskie rodziny Mićkiewiczów, Grocholskich i Sołtanowiczów. Serwis Tatarzy polscy wymienia nazwisko Jałomowicz, nie przytaczane przez Tadeusza Gajla, jako nazwisko rodziny tatarskiej, używającej Nałęcza.
Seweryn Uruski pisze, że Adam Benedykt Jocher otrzymał wraz z synami szlachectwo z Nałęczem w roku 1845, w Cesarstwie. Jest to dość niespotykana sytuacja, gdy obcy władca nadaje rdzennie polski herb bez żadnych odmian.

### Znani herbowni
Obok szeroko rozpowszechnionych rodów takich jak Ostrorogowie, Małachowscy i Raczyńscy, które wydały wielu zasłużonych mężów stanu, również niektórzy członkowie pomniejszych rodzin używających Nałęcza zapisali się w historii kraju. Józef Konrad Korzeniowski, znany szerzej jako Joseph Conrad, syn Apolla herbu Nałęcz przyznawał się do swego szlacheckiego pochodzenia i był z niego dumny. Herb nakazał umieszczać w angielskiej edycji swoich dzieł. Nałęczytą był też jeden z pierwszych polskich encyklopedystów, ksiądz Benedykt Chmielowski, oraz historyk i poeta Wojciech Wincenty Wielądko znany z dzieła Heraldyka szlachty polskiej (1794–1798).

### Postacie fikcyjne
- Herbem pieczętowała się jedna z postaci powieści Deotymy Panienka z okienka – Władysław Nałęcz z Dobrowoli.
- Jacek Komuda przypisał w swojej powieści Diabeł Łańcucki herb Nałęcz rodzinie Dydyńskich z Dydni[67]. Historyczni Dydyńscy posługiwali się jednak herbem Gozdawa. Autor w jednej z kolejnych powieści, w której pojawiają się Dydyńscy, Samozwaniec, przypisuje rodzinie już prawidłowy herb[68].

## Nałęcz poza granicami Rzeczypospolitej

### Rosja
Warto wspomnieć o wydanej w 1855 książce rosyjskiego heraldyka Aleksandra Łakijera Heraldyka rosyjska. Autor przytacza tam nazwiska rosyjskiej szlachty, która przejęła niektóre polskie herby. Wśród nich jest Nałęcz. Autor nie wyjaśnia, w jaki sposób zachodziło takie przejmowanie. Pewne jest, że kilka polskich rodzin osiadło w Rosji. Rdzennie rosyjskie rody mogły zaś przyjmować polskie herby na zasadzie upodobniania wizerunków własnych. Herbem Nałęcz miały według Łakijera pieczętować się rodziny:
Cichocki (ros.Тихоцкие), Wadkowski (ros.Вадковские), Raczyński (ros.Рачинские), Podolski (ros.Подольские), przy czym Łakijer za podstawową wersję Nałęcza uznaje Nałęcz III, z piórami i strzałą zamiast panny w klejnocie. Jako używających wersji z panną wymienia tylko Ostrorogów. Ponadto, wzmiankuje też odmianę Zdzitowieckich.

### Czechy
Rodzina Dłuskich z Długiego na Śląsku osiadła w XVI wieku na Morawach, pisząc się od tego momentu Dlúzský z Dlúhégo i zaszczepiając w ten sposób Nałęcza w Czechach. Motyw związanej chusty (cz. točenica) nie był w tym kraju bynajmniej nowością, posługiwały się nim jeszcze co najmniej dwa rody, których związki z Polską są dzisiaj nieznane: Strpský ze Strpí oraz Severský z Kuličkova. Ci pierwsi używali złotej nałęczki, zaś w klejnocie nosili trzy pióra strusie – jedno złote między dwoma czerwonymi. Ci drudzy mieli herb identyczny, z barwą srebrną zamiast złotej. Nałęczka występuje też w Czechach we współczesnej heraldyce terytorialnej (gminy Točník, Kamenný Přívoz i Tetín), ale nie zaczerpnięto jej tam z herbu Nałęcz, bądź taki związek jest nieznany.

## Występowanie w herbach terytorialnych
Nałęczyci, jako liczny ród herbowy posiadali wiele dóbr prywatnych, włączając w to całe miasta. Fakt związku z rodem został upamiętniony w kilkudziesięciu polskich herbach terytorialnych na terenach dawnej Sandomierszczyzny, ziemi sieradzkiej, Wielkopolski, a nawet Małopolski.

### Herby będące powtórzeniem rysunku Nałęcza
Niemal niezmienionego Nałęcza używają miasta: Czarnków, będący od XIII w posiadaniu Nałęczytów – Czarnkowskich (zob. Herb Czarnkowa) i Ostroróg, posiadłość Ostrorogów. Samej nałęczki używają też gminy: Babiak (dawniej miasto, związane z Raczyńskimi), oraz Odrzywół, której siedziba została złożona w 1418 r. przez Dobrogosta Odrzywolskiego (na potrzeby herbu gminy odmieniono tynkturę chusty).

### Herby łączące nałęczkę z innymi godłami
Do Nałęcza nawiązują następujące herby miast:
- Herb Nałęczowa łączy Nałęcza Stanisława Małachowskiego i Pilawę jego małżonki.
- Herb Nowego Dworu Mazowieckiego obok godeł nawiązujących do miejskiego charakteru osady (mury obronne) i wyglądu okolicy (rzeka), zawiera nałęczkę z herbu żyjącej tam gałęzi Nałęczytów, która przybrała nazwisko Nowodworski.
- Pniewy dodały do swego herbu godło Pniewskich – założycieli i właścicieli miasta.
- Szubin poszerzył swój stary herb z pelikanem o godło herbu Czarnkowskich, kiedy w XVII wieku przeszedł na ich własność.
- Przedwojenny herb Jaworowa łączył godła herbów Łodzia Górków i Nałęcz Piotra z Szamotuł. W obecnym herbie zastąpiono nałęczkę godłem mówiącym – liściem jaworu.

Jeszcze liczniejsze od wyżej wymienionych miast są gminy, których herby nawiązują do Nałęcza:
- Gmina Czarnków wkomponowała w swój herb nałęczkę z herbu miasta Czarnkowa.
- gmina Dąbrowa w swoim herbie dookoła pnia dębu będącego godłem mówiącym umieściła chustę Nałęczów z Chomiąży – pierwszych historycznych właścicieli wsi Dąbrowa.
- Herb gminy Dobra obok trójwzgórza zawiera chustkę z herbu Małachowskich, którzy weszli w posiadanie Dobrej w XVIII wieku.
- Zarówno stary, jak i nowy herb gminy Drużbice używał m.in. nałęczki z herbu Drużbickich.
- Herb gminy Fabianki zawiera miecz oraz nałęczkę Chełmickich.
- Herb gminy Głowaczów, której stolicę założyli Leżeńscy, składa się z nałęczki, brzozy i klucza.
- Gmina Jeziorzany uchwaliła herb łączący trzy herby szlacheckie, wśród nich Nałęcz Zbąskich.
- Kamionna – dawne miasto prywatne w posiadaniu Nałęczytów dodało chustkę do klucza w swoim herbie.
- Herb gminy Kurów obrazuje zmiany w stosunkach własnościowych stolicy gminy. Kurów, pierwotnie własność Kurowskich herbu Kur, przeszedł następnie w posiadanie Zbąskich.
- Herb gminy Lniano zawiera jako jeden z elementów nałęczkę srebrną z herbu Lubodzieskich,
- Gmina Łoniów przyjęła herb łączący Nałęcz Moszyńskich z herbem Kościesza.
- Herb gminy Milejów zawiera w prawym polu Nałęcza Rostworowskich.
- Herb gminy Moszczenica (powiat piotrkowski) łączy Nałęcza Małachowskich z herbem Jelita.
- Gmina Niedrzwica Duża ma herb łączący godła Ogończyka i Nałęcza Wolskich.
- Gmina Rokietnica (powiat poznański) ustanowiła herb łączący godło mówiące z Nałęczem Rostworowskich. Symbolizuje to fakt, że Rostworowo – gniazdo tego rodu, znajduje się w gminie Rokietnica.
- Herb gminy Rypin zawiera nałęczkę w bramie wejściowej złotego grodziska.
- W herbie gminy Sitno znajdują się kłosy symbolizujące rolnictwo, łękawica z godła Abdanka Malczewskich i chustka Sitarskich, pierwszych właścicieli wsi Sitno.
- Herb gminy Skarżysko Kościelne ma nałęczkę w bramie, nad którą krzyż. Nałęczka pochodzi z herbu Tommasza Oborskiego, fundatora miejscowego kościoła.
- Herb gminy Sosnowica zawiera między innymi Nałęcza Sosnowskich.
- Gmina Stanin przyjęła herb, w którym obok św. Stanisława widnieje nałęczka Jarczewskich.
- Gmina Wodzierady uchwaliła herb, w którym nałęczka Parczewskich występuje obok atrybutów patrona najstarszego kościoła gminy.

Nałęczka występuje też w godłach herbu powiatu czarnkowsko-trzcianeckiego, herbu powiatu szamotulskiego i herbu powiatu nowodworskiego. W pierwszym i trzecim, chustkę zaczerpnięto bezpośrednio z herbu Czarnkowa, w tym drugim, godło pochodzi od Nałęczytów, którzy do XVI wieku wywierali znaczące wpływy na terenie dzisiejszego powiatu.
Miasta: Ostroróg, Nowy Dwór Mazowiecki i Szubin, gminy: Czarnków, Dąbrowa, Dobra, Głowaczów, Moszczenica i Stanin, oraz powiaty: czarnkowsko-trzcianecki i szamotulski umieściły ponadto nałęczki na swoich flagach.

## Odmiany, alternatywne wizerunki i wersje utytułowane
Nałęcze otrzymali wiele tytułów hrabiowskich. Owocowało to wzbogacaniem herbów trzymaczami, koronami rangowymi, dewizami, postumentami, oraz tworzeniem herbów genealogicznych. Tytuły hrabiowskie i odpowiednie modyfikacje herbów spowodowały powstanie następujących herbów własnych:
Gorzeński, Kęszycki, Łączyński, Małachowski, Moszczeński, Moszyński, Ostroróg, Raczyński.
Niezależnie od tego powstał szereg odmian, które na skutek adopcji herbowych, powielanych błędów opisu, łączenia godeł małżonków itp. od podstawowego wizerunku różniły się szczegółami godła bądź klejnotu. Należy zaznaczyć, że nie zawsze pierwotna wersja herbu jest uznawana za „podstawową”. Jest nią raczej wersja używana najdłużej i przez największą liczbę rodów. Rozróżnienia takiego, obecnie powszechnie akceptowanego, dokonał Juliusz Karol Ostrowski.
Bartoloni, Dybowski, Felsztyński, Gostomski I, Korth, Kunowski, Łączyński (Tadeusz Gajl nie uznaje czterech ostatnich za odmiany), Miliński, Morawski, Nałęcz II, Nałęcz III, Nałęcz IV, Nałęcz V, Nicz, Nowosielecki, Odachowski, Ostroróg II, Pirawski, Raczkowski, Rostworowski (Tadeusz Gajl nie uznaje tego herbu za odmianę, Emilian Szeliga-Żernicki uważa, że jest to herb hrabiowski), Szawłowski, Tański, Węgier, Woropaj, Żądłowski, Żychliński.
Juliusz Karol Ostrowski w swojej Księdze herbowej rodów polskich podaje jeszcze odmiany o numerach VI-IX:
- Nałęcz VI – na tarczy starofrancuskiej, w polu czerwonym nałęczka niezwiązana srebrna. Jest to wizerunek herbu Nałęcz z Roli Marszałkowskiej, przechowywanej w Bibliotece Arsenalskiej w Paryżu.
- Nałęcz VII – na tarczy starofrancuskiej, w polu niewiadomym nałęczka niezwiązana srebrna. W klejnocie rogi łosia lub jelenia. Tak przedstawiono herb na pieczęciach Wojciecha Malskiego, wojewody łęczyckiego oraz Sędziwoja Ostroroga, wojewody poznańskiego.
- Nałęcz VIII – na tarczy starofrancuskiej, w polu nieznanym nałęczka związana, srebrna, ukoronowana. Taka wersja Nałęcza widnieje w kościele w Stopnicy.
- Nałęcz IX – w kartuszu renesansowym, w polu nieznanym nałęczka związana, srebrna. Godło w wyszukanym kartuszu umieścił autor Herbarza Ambrożego.

Obecnie nie uważa się ich za samodzielne odmiany. Są to raczej różne wariacje kształtów tarczy i godła, pochodzące ze źródeł historycznych. Nie wzmiankują o nich, jako o samodzielnych herbach, autorzy współczesnych opracowań – Tadeusz Gajl, Alfred Znamierowski i Józef Szymański.
| Odmiany arystokratyczne herbu Nałęcz | Odmiany zwykłe herbu Nałęcz |  |  |